# Ruine Tursenstein
Die Burg Tursenstein, Ödes Schloss oder Stein am Kamp genannt, ist die Ruine einer mittelalterlichen Höhenburg in der Gemeinde Altenburg im Bezirk Horn in Niederösterreich.
Die Burgruine steht unter Denkmalschutz (Listeneintrag).

## Lage
Die Burgruine liegt auf dem sogenannten Kleinen Umlaufberg, einem hoch aufragenden, zum Teil senkrecht zum Kamp abfallenden Felskegel, 1,7 Kilometer südsüdöstlich von Altenburg. Der Burgberg am linken Kampufer wird an drei Seiten vom Fluss umspült und ist nur durch eine schmale, sattelartige Geländebrücke mit dem nördlichen Hinterland verbunden.

## Geschichte
Als Gründer der Burg gelten die Grafen von Poigen-Rebgau. Die Gründung ist im Zeitraum nach der Niederlage von Mailberg (1082) anzunehmen. Nach mehreren Besitzerwechseln gelangte die Burg Stein am Kamp vor 1337 an die Tursen. 1337 erhielt Reinprecht von Turs die Erlaubnis zum Wiederaufbau und Ausbau der Burg. 1396 übergab Herzog Albrecht IV. die Burg dem Stift Altenburg, das gegen beträchtliche Abgeltungen den Sitz abreißen lassen konnte. 1419 wurde bereits von „dem wüsten Platz, wo einst das Schloss Tursenstain gestanden“ berichtet.

## Beschreibung
Von der ursprünglich dreieckigen Burg sind nur noch Mauerreste erhalten.